# Hannibal Sehested
Hannibal Sehested (ur. 1609 na Ozylii (obecnie Sarema), zm. 23 września 1666 w Paryżu) – duński polityk.

## Życiorys
Stracił ojca mając 3 lata, jego wychowaniem zajął się 20-letni kuzyn Christen. Od 1626 do 1629 studiował w Akademii Rycerskiej w Sorø, później do 1639 przebywał w Europie, gdzie studiował i pełnił funkcję m.in. lokaja hrabiego Valdemara Christiana, syna króla Chrystiana IV, w 1635 brał udział w prowadzeniu niepomyślnych negocjacji ze Szwecją. W 1636 został zaręczony z 10-letnią córką króla Chrystiana, którą 6 listopada 1642 poślubił. Od 1640 do 1651 i ponownie od 1660 był członkiem Rigsrådu, czyli duńskiej rady państwa, 1640-1641 prowadził negocjacje dyplomatyczne z Hiszpanią, 1642-1651 był namiestnikiem Norwegii. Pełniąc tę funkcję, stworzył norweską armię z poboru wśród chłopów, a także odrębną od duńskiej administrację fiskalną, jednocześnie 1643-1645 dowodził norweskimi siłami w wojnie ze Szwecją. W 1651 następca Chrystiana IV Fryderyk III usunął go ze stanowisk, po czym Sehested udał się za granicę, skąd powrócił w 1658, następnie walczył u boku Fryderyka III w wojnie ze Szwecją i został jednym z jego głównych doradców. Powrócił do królewskich łask i w 1660 został przewodniczącym kolegium skarbu, był współtwórcą reform zmierzających do centralizacji i usprawnienia duńskiej administracji. W latach 1662–1664 pełnił funkcję ambasadora Danii w Londynie, później w Paryżu, gdzie zmarł. W 1874 jego imieniem nazwano ulicę w Oslo.